# 许香谷
许香谷（1922年11月—2015年9月8日），安徽歙县人，中华人民共和国机械工程专家、政治人物，重庆大学原机械工程系主任、教授，九三学社中央委员会常务委员，第七、八届全国政协委员，重庆市人大常委会原副主任。